# Malmfält
Ett malmfält är ett geografiskt område med malmförekomster på flera ställen, till exempel Malmfälten och Håksbergsfältet.